# Корхів-Перший
Корхів-Перший (пол. Korchów Pierwszy, Корхув-Первши) — давнє українське село Корхів у Польщі, у гміні Княжпіль Білґорайського повіту Люблінського воєводства. Населення — 704 особи (2011).

## Назва
На думку мовознавиці Галини Вишневської, назва села Корхів може походити від дохристиянського імені Корх.

## Розташування
Знаходиться на Закерзонні (в історичній Холмщині).

## Історія

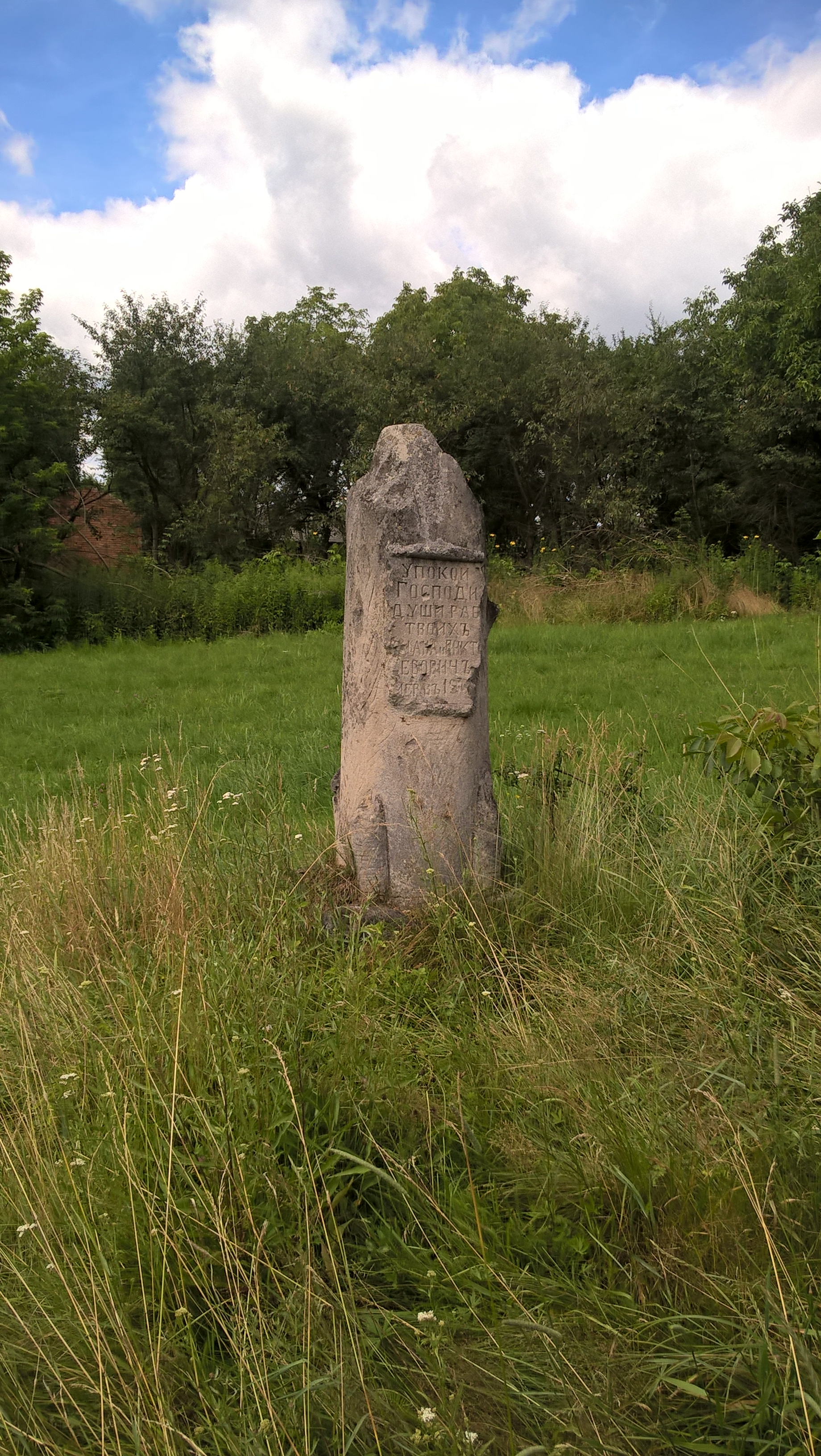
Надгріб'я на старому православному цвинтарі

У 1589—1932 рр. у селі була дерев'яна церква (розташовувалась на місці теперішнього шкільного майданчика вище каплички, при ній був цвинтар, який частково зберігся).
За даними етнографічної експедиції 1869—1870 років під керівництвом Павла Чубинського, у селі переважно проживали українськомовні греко-католики, меншою мірою — польськомовні римо-католики.
Останній храм у 1872 р. звела греко-католицька громада. Після заборони царем у 1875 р. Холмської єпархії частина парафіян корхівської греко-католицької парафії відмовились від переходу до московської церкви і златинізувались. Після цього був відкритий новий (православний) цвинтар над річкою Золота Нитка, тепер його частину займає костел. Наступні хвилі примусової латинізації відбулись у 1905, 1918 і 1944 роках.
За переписом 1921 р. в селі було 1192 жителів, у тому числі 768 православних, українцями («русинами») себе записали 417 жителів, а поляками — 775.
У 1928—1932 роках польська влада зруйнувала церкву.
У 1944 р. поляки розгорнули терор проти українців, і після серії окремих убивств українців у 1945 р. здійснили масове вбивство 10 беззбройних жителів, які поховані у братській могилі. Терором польська влада спричинила вигнання українців з рідної землі, що описала у своїх спогадах Надія Дорожівська.
У 1975—1998 роках село належало до Замойського воєводства.

## Населення
Демографічна структура станом на 31 березня 2011 року:
|          | Загалом | Допрацездатний вік | Працездатний вік | Постпрацездатний вік |
| -------- | ------- | ------------------ | ---------------- | -------------------- |
| Чоловіки | 350     | 80                 | 229              | 41                   |
| Жінки    | 354     | 75                 | 192              | 87                   |
| Разом    | 704     | 155                | 421              | 128                  |

## Особистості

### Народилися
- Петро Мах (1934—2011) — український громадський діяч, поет, письменник, публіцист, пісняр.